# Eremurus robustus
Espèce
Classification phylogénétique
Eremurus robustus, appelé communément lis des steppes géant ou aiguille de Cléopâtre, est une espèce de lis des steppes de la famille des Xanthorrhoéacées rapporté du Turkestan par Olga Fedtchenko (1845-1921) en 1872 au jardin botanique impérial de Saint-Pétersbourg où il a été étudié par Eduard von Regel, son directeur.

## Habitat
Cette plante vivace herbacée est originaire des monts Tian occidentaux et du Pamir à une altitude de 1 600 mètres à 3 100 mètres d'altitude. Il préfère les sols sablonneux et croît en plein soleil. C'est une plante ornementale introduite en Europe depuis 1874.

## Description

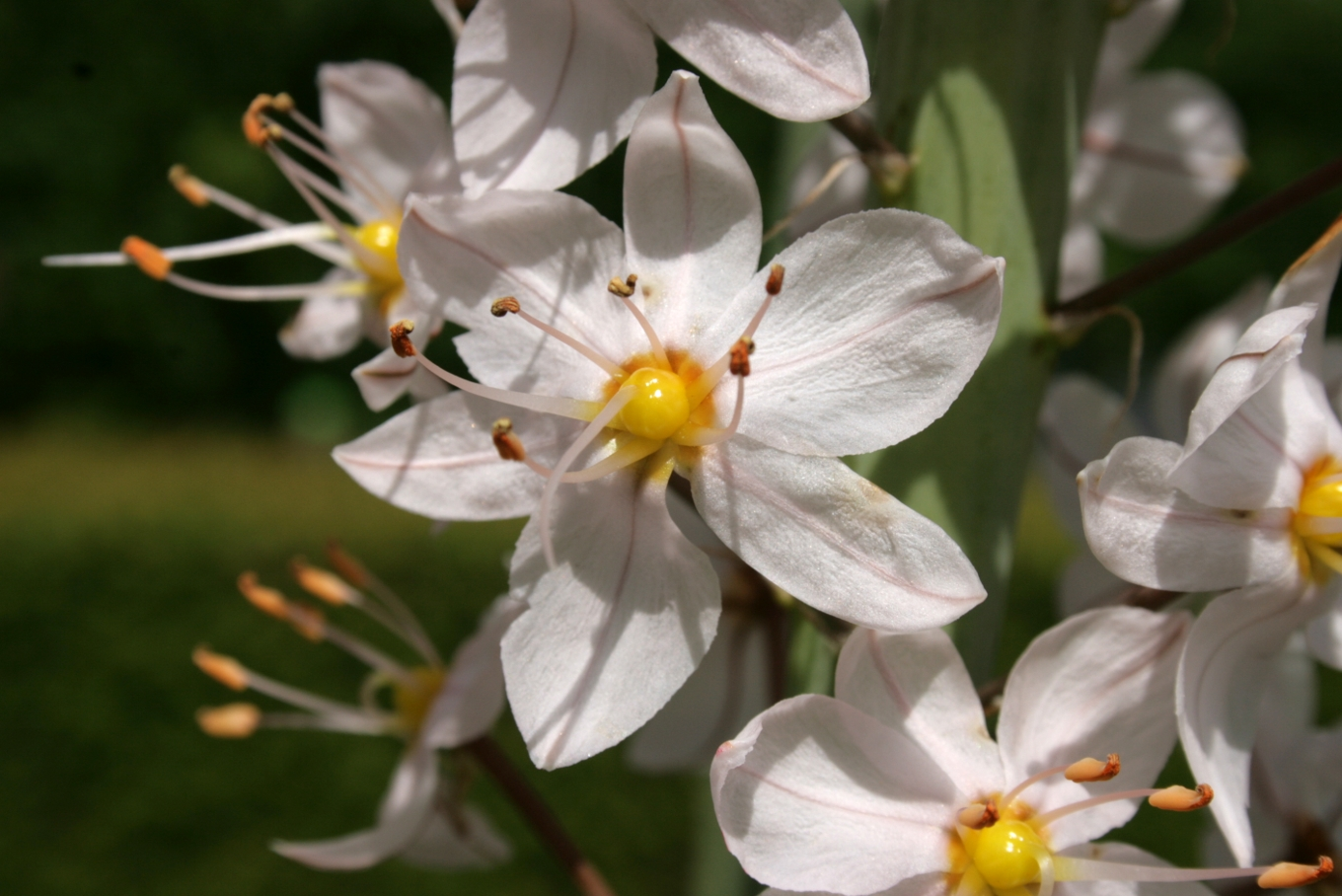
Détail d'une fleur de lis des steppes géant.

Le lis des steppes géant peut atteindre 100 à 200 cm de hauteur à partir d'un rhizome. Ses feuilles dressées et triangulaires sont d'un vert grisâtre avec une inflorescence de 35 à 110 cm de longueur et des pédicelles de 35 mm de longueur se dressant de manière horizontale. Les tépales mesurent 17 à 18 mm de longueur de couleur rosâtre et jaune au fond. Les tépales extérieurs sont moitié moins larges que les intérieurs. Les capsules sont rondes, nues et mesurent de 20 à 25 mm.
Le lis des steppes géant fleurit en juin.